# Patriot (film fra 1928)
 For alternative betydninger, se Patriot. (Se også artikler, som begynder med Patriot)
Patriot (originaltitel: The Patriot) er en amerikansk stumfilm fra 1928, instrueret af Ernst Lubitsch og udgivet af Paramount Pictures. Filmen er en biografisk historie om zar Paul 1. af Rusland
og har Emil Jannings, Florence Vidor og Lewis Stone i hovedrollerne.
Hanns Kräly vandt en Oscar for bedste filmatisering. Filmen var yderligere nomineret til Oscar for bedste mandlige hovedrolle (Lewis Stone), Oscar for bedste scenografi, Oscar for bedste instruktør og Oscar for bedste film.

## Eksterne Henvisninger
- Patriot på Internet Movie Database (engelsk)
- Patriot på MovieMeter (nederlandsk)
- Patriots profil hos Encyclopædia Britannica Online (engelsk)
- Patriot på The Movie Database (engelsk)
- Patriot på Rotten Tomatoes (engelsk)
- Patriot på Netflix (engelsk)